# Mindre kiskadi
Mindre kiskadi (Philohydor lictor) är en fågel i familjen tyranner inom ordningen tättingar.

## Utseende och läte
Mindre kiskadi är en av flera medelstora tyranner som har brun ovansida, gulaktig undersida och svartvitmönstrad huvudteckning. Den liknar inte minst större kiskadi, men är mindre och slankare, med längre och smalare näbb. Lätena är böjda och sträva.

## Utbredning och systematik
Mindre kiskadi delas in i två underarter:
- P. l. lictor – förekommer från östra Colombia till Guyana, östra Bolivia, Amazonområdet och östra Brasilien
- P. l. panamensis – förekommer i östra Panama och norra Colombia

Arten beskrevs av Martin Lichtenstein 1823 under det vetenskapliga namnet Lanius Lictor. Den har tidvis placerats i släktet Pitangus med större kiskadi, men genetiska studier visar att de inte är varandras närmaste släktingar. Vanligen förs därför mindre kiskadi till ett eget släkte, Philohydor.

## Levnadssätt
Mindre kiskadi hittas nästa uteslutande nära trögflytande floder i låglänta områden. Den är lätt att få syn på där den sitter synligt i ögonhöjd nära vattenytan. Fågeln ses enstaka eller i par.

## Status och hot
Arten har ett stort utbredningsområde, men tros minska i antal, dock inte tillräckligt kraftigt för att den ska betraktas som hotad. Internationella naturvårdsunionen IUCN listar arten som livskraftig (LC). Beståndet uppskattas till i storleksordningen fem till 50 miljoner vuxna individer.